# Sandra, la gestora
Sandra, la gestora es el capítulo diecisiete de la primera temporada de la serie de televisión argentina Mujeres asesinas. Este episodio se estrenó el día 8 de noviembre de 2005.
Este episodio fue protagonizado por Carola Reyna en el papel de asesina. Coprotagonizado por Luis Luque y Norberto Díaz. También, contó con la actuación especial de Graciela Tenembaum. Y la participación de Emilio Bardi.

## Desarrollo

### Trama
Sandra (Carola Reyna) es una mujer soltera que un día, en una marcha, conoce al amor de su vida: Marcelo (Luis Luque); ambos se van a vivir juntos, y conviven durante diez años. En un principio todo iba muy bien, hasta que él comienza a ser muy violento; Sandra está tan enamorada, que asume esta forma de vida, pero llega un momento que no aguanta más: él la golpea, la humilla y la obliga a tener sexo. Por eso Sandra comienza a ver a un nuevo hombre, Eduardo (Norberto Díaz). Después de diez años de amor-odio, Sandra, en un ataque de locura, luego de haber sido violada y golpeada por Marcelo, lo mata de dos balazos. Su amante se encarga luego de descuartizarlo.

### Condena
Sandra S. permanece detenida y está procesada por homicidio agravado por el vínculo. Su amante, Eduardo F., fue acusado de encubrimiento y aguarda sentencia en libertad, ya que descuartizar un cadáver no es un delito. Marcelo L. recibió cristiana sepultura.

## Elenco
- Carola Reyna
- Luis Luque
- Norberto Díaz
- Graciela Tenenbaum
- Emilio Bardi

## Adaptaciones
- Mujeres asesinas (Colombia): Sandra, la tramitadora - Sandra Beltrán